# Period (álbum)
. (pronunciado como Period) es el sexto álbum de estudio de la cantautora estadounidense Kesha. Su lanzamiento se dio a través de su propio sello, Kesha Records, el 4 de julio de 2025. Es su primer proyecto desde su salida de RCA Records y Kemosabe Records en diciembre de 2023.
Antes del lanzamiento del álbum, se publicaron cinco sencillos: «Joyride», «Delusional», Yippee-Ki-Yay, que cuenta con la participación del cantante T-Pain en su versión individual, «Boy Crazy» y «The One». Para seguir promocionando el álbum, Kesha se embarcará en la gira The Tits Out Tour en julio de 2025.

## Antecedentes
Entre 2014 y 2023, Kesha se vio envuelta en una batalla legal con su antiguo productor, Dr. Luke. En un principio, ella lo había demandado por agresión sexual y lesiones, y luego él la contrademandó por difamación. La demanda detuvo la carrera de Kesha durante unos años y en 2016 presentó una orden judicial preliminar para ser liberada de su contrato con RCA Records y Kemosabe Records, que firmó cuando tenía 18 años. Se le denegó la medida cautelar y desde entonces ha lanzado tres álbumes más bajo el sello. Su quinto y último álbum, Gag Order, se publicó en mayo de 2023. Su demanda iba a ir a juicio en julio de 2023, pero se llegó a un acuerdo un mes antes de la fecha del juicio, poniendo fin a casi una década de litigio.
En diciembre de 2023, se informó oficialmente de que Kesha se había separado tanto de RCA como de Kemosabe, así como de su equipo de gestión, Vector Management. «Necesitaba un nuevo comienzo en mi vida, así que nos hemos separado, pero siempre estaré agradecida por lo que hemos hecho», dijo Kesha en un comunicado a Variety. Firmó con un nuevo equipo de management, Crush Music a finales de febrero de 2024.  En una entrevista con V Magazine, Kesha había insinuado sobre la música diciendo que hay un día marcado cuando ella es libre para lanzar música. 
El sello discográfico independiente de Kesha, Kesha Records, llegó a un acuerdo de distribución con Alternative Distribution Alliance, propiedad de Warner Music Group, en septiembre de 2024. En su entrevista de 2025 con Paper, Kesha declaró que este era el primer álbum en el que se sentía realmente «libre» tanto creativa como legalmente. «Realmente estoy intentando encarnar la libertad de todas las formas posibles. Intento permitirme sentir cómo es la libertad, porque han pasado casi 20 años para mí». Afirmó que su objetivo para este álbum era «crear un espacio seguro para que la gente se sintiera plenamente encarnada y liberada. Eso es lo que representa este álbum, eso es por lo que [ella] está pasando personalmente.» Al aceptar el Visionary Award en la cena anual del Lesbian, Gay, Bisexual & Transgender Community Center, Kesha dice que «[ella] quería entrar en el ciclo de este álbum siendo una zorra completamente empoderada, totalmente curada y no molesta».
En una entrevista concedida en julio de 2025 a la revista Billboard, describió el álbum como su segunda oportunidad y una forma de recuperar su alegría, afirmando: «He esperado este momento toda mi maldita vida». Además, detalló que compilar la lista de canciones del álbum fue una de las partes más difíciles del proceso. El álbum cuenta con la participación de T-Pain, Slayyyter, Rose Gray y Jade.

## Composición
El álbum contiene un total de 11 temas. La canción que abre el álbum, «Freedom», se describe como una «meditación melancólica» que da paso a un tema dance house de unos seis minutos de duración. El sencillo principal, «Joyride» es una mezcla de electropop, dance-pop, synth-pop, EDM y polka. La canción tiene hiper pop e influencias de polka utilizando acordeones, sintetizadores pesados y voces moduladas.
La tercera canción, «Yippee-Ki-Yay», es un tema country-pop que ha sido comparado con «A Bar Song (Tipsy)» de Shaboozey. La versión sencillo cuenta con la colaboración del rapero estadounidense T-Pain. «Delusional» es una canción pop “cargada de emoción” una balada, que muestra la vulnerabilidad de Kesha. La letra de la canción muestra a la cantante enfrentándose a un ex que parece incapaz de enfrentarse a la realidad.  El cuarto sencillo, «Boy Crazy», es un himno hiper pop de «alta energía» en el que Kesha canta desde la perspectiva de una mujer fatal cachonda y de corazón salvaje. El quinto sencillo, "The One", incorpora instrumentos de viento que generaron comparaciones con Panic! at the Disco, y su sencillo "High Hopes". Líricamente, la canción trata sobre superar desamores implacables solo para encontrarse verdaderamente a uno mismo, y ve a la cantante reflexionar sobre su estrellato y éxito. Mary Chiney de Beats Per Minute consideró esta canción como una destacada del álbum, elogiando los "elementos esenciales de una canción pop sólida". El tema "Glow", de música electro, presenta la voz de Kesha con fallos y auto tune sobre un sintetizador de 8 bits. El sensual tema "Too Hard", de medio tiempo y con una mezcla de house, soul y electro, se describe como una canción de amor "eufórica". El tema de cierre, "Cathedral", es una balada de piano que se centra en el amor propio y en tratar el propio cuerpo como un templo. Kristin S. Hé de NME la llamó la "secuela espiritual" del sencillo de Kesha de 2017 "Praying".
De la edición de lujo ..., el sencillo "Attention" es una canción con influencias house que cuenta con la colaboración de Slayyyter y Rose Gray.

## Lanzamiento y promoción
El 6 de marzo de 2024, se publicó en su YouTube un vídeo titulado «Kesha is waiting for you» que contenía un fragmento de una nueva canción. En 2024, Kesha dio su primera TED Talk, en la que habló sobre la composición de canciones y el impacto que tuvo en su vida. Allí, estrenó la canción que cierra el álbum, «Cathedral». El 19 de marzo de 2025, todas las portadas de los álbumes de Kesha cambiaron para tener un gran círculo rosa que las cubría en las plataformas de streaming. El título del álbum, estilizado con el signo de puntuación, el arte de la portada y la lista de canciones se desvelaron el 27 de marzo de 2025, el mismo día en que se publicó su sencillo «Yippee-Ki-Yay».  El punto acabó siendo el logotipo del álbum y saldrá a la venta el 4 de julio de 2025, exactamente un año después del lanzamiento de su sencillo principal. El álbum estaba disponible en seis variantes de vinilo.
Para promocionar el álbum, se embarcará en la gira Tits Out Tour, junto con la banda de pop-rock, Scissor Sisters, el 1 de julio de 2025. Slayyyter y Rose Gray actuarán como teloneras. Vengaboys fueron anunciados como actuación adicional para el Madison Square Garden del 8 de mayo de 2025.

### Sencillos
El 29 de junio de 2024, Kesha anunció el sencillo principal, Joyride, que fue lanzado el 4 de julio de 2024. Este fue su primer lanzamiento tras separarse de Kemosabe y RCA Records. Joyride se convirtió en su primera canción en entrar en la UK Singles Chart desde 2017, al tiempo que alcanzó el top-ten en tres listas de componentes en Estados Unidos, y ha acumulado más de 100 millones de streams en Spotify.  La canción impactó en las radios de éxito contemporáneas el 30 de agosto de 2024. 
El 29 de noviembre de 2024, lanzó el segundo sencillo del álbum Delusional. El 24 de marzo de 2025, Kesha anunció el tercer sencillo, «Yippee-Ki-Yay», un tema country pop, en el que colabora el rapero T-Pain, lanzado el 27 de marzo. La canción fue lanzada con la pre-orden para el álbum. Llegó a las emisoras de radio estadounidenses el 16 de abril de 2025. Boy Crazy se lanzó como cuarto sencillo el 16 de mayo de 2025; Dos días antes del lanzamiento, Kesha publicó la canción en su Vault, un sitio web donde los artistas pueden conectar con sus fans y publicar demos y chats grupales. El 17 de junio de 2025 se estrenó un videoclip que contenía una referencia a la Última Cena.
Kesha, Slayyyter y Rose Gray lanzaron su sencillo colaborativo Attention! el 20 de junio. Aunque Attention! no aparece en la lista de canciones original de «Period», su presencia en la campaña de Kesha está marcada por el característico motivo rosa del periodo, lo que sugiere que puede ser una canción extra. El 25 de junio se anunció que «The One» se lanzaría como quinto sencillo el 27 de junio. 

## Recepción crítica
Antes del lanzamiento del álbum, Maura Johnston, de Rolling Stone, le otorgó cuatro estrellas de cinco. Kristin S. Hé, de NME, calificó el álbum como el más «elegante» de la artista desde su EP de 2010, Cannibal. Alexis Petridis, de The Guardian consideró que el álbum era un «nuevo comienzo» para Kesha tras su larga batalla legal y opinó que todas las canciones eran «muy potentes, llenas de pequeños giros y cambios inteligentes, y con letras divertidas y autorreferenciales».  Matt Collar, de AllMusic, opinó que el álbum es una «declaración audaz» que ha estado gestándose durante la «década difícil» que ha vivido la cantante. 
En una reseña más mixta, Paul Attard, de Slant Magazine, consideró que Kesha parecía «dividida» entre recrear la chispa de sus primeros trabajos o continuar en una dirección más introspectiva y experimental, como en su anterior disco, Gag Order (2023), y encontró algunas de las canciones «distractoras».  Sam Rosenberg, de la revista Paste, criticó muchas de las canciones, calificándolas de «perezosas, desagradables y anticuadas».

## Rendimiento comercial
Period debutó en el puesto número 17 de la lista estadounidense Billboard 200, incluyendo el primer puesto de la lista Top Dance Albums y el número 3 de la lista Independent Albums, habiendo vendido 23.000 unidades equivalentes a álbumes, con 15.500 de ventas de álbumes tradicionales y 11.000 de compras de vinilo.

## Lista de canciones
Lista de canciones adaptada de Apple Music. duración de las canciones adaptadas desde Tidal.

| Edición estándar |                 |                       |          |  |
| N.º              | Título          | Productor(es)         | Duración |  |
| 1.               | «Freedom»       | Wilson Erickson       | 6:24     |  |
| 2.               | «Joyride»       | Zhone                 | 2:30     |  |
| 3.               | «Yippee-Ki-Yay» | Pink Slip Nova Wav    | 2:38     |  |
| 4.               | «Delusional»    | K. Sebert Zhone       | 3:34     |  |
| 5.               | «Red Flag»      | K. Sebert Zhone Stint | 3:35     |  |
| 6.               | «Love Forever»  | Crichton              | 3:44     |  |
| 7.               | «The One»       | K. Sebert Zhone       | 3:25     |  |
| 8.               | «Boy Crazy»     | Zhone K. Sebert       | 2:29     |  |
| 9.               | «Glow»          | Mohawke               | 3:32     |  |
| 10.              | «Too Hard»      | Crichton Max Margolis | 2:42     |  |
| 11.              | «Cathedral»     | Rissi Xander          | 3:56     |  |
| 38:29            |                 |                       |          |  |

| Deluxe edition |                                                |                                |          |  |
| N.º            | Título                                         | Producer(s)                    | Duración |  |
| 12.            | «Trashman»                                     | Kesha Mohawke Mellow           | 2:39     |  |
| 13.            | «Boy Crazy» (con Jade)                         | Zhone Kesha                    | 2:50     |  |
| 14.            | «Attention» (con Slayyyter & Rose Gray)        | Pink Slip                      | 3:28     |  |
| 15.            | «Yippee-Ki-Yay» (con T-Pain)                   | Pink Slip Nova Wav             | 3:32     |  |
| 16.            | «Delusional» (edit)                            | Kesha Zhone                    | 3:15     |  |
| 17.            | «Yippee-Ki-Yay» (A. G. Cook remix; con T-Pain) | Pink Slip Nova Wav             | 3:51     |  |
| 18.            | «Yippee-Ki-Yay» (Hosed Down remix)             | Pink Slip Nova Wav Daniel Rios | 1:59     |  |
| 19.            | «Joyride» (Revved Up remix)                    | Zhone Kesha                    | 2:04     |  |
| 20.            | «Boy Crazy» (Only Fire smash remix)            | Zhone Kesha                    | 3:02     |  |
| 24:72          |                                                |                                |          |  |

## Personal
Créditos adaptados de las notas del álbum.
- Kesha Sebert – voz principal (todas las pistas); coros, vocoder (pistas 6, 10)
- Randy Merrill – masterización
- Jonathan Wilson – mezcla, bajo, batería programación, percusión, coros (1)
- Josh T. Pearson – coros (1)
- Drew Erickson – sintetizadores, piano, bocina de aire (1)
- Michael Harris – ingeniería (1)
- Tom Norris – mezcla (2, 3, 5–11)
- Zhone – teclado, programación (2, 4, 5, 7, 8); Coros (2, 5, 7, 8), bajo (4)
- Matt Wolach – mezcla (4)
- Stuart Crichton – teclados, bajo, guitarra, coros, vocoder (6, 10); ritmos (10)
- Hudson Mohawke – programación, ingeniería (9)
- Max Margolis – teclados, bajo, guitarra, ritmos (10)
- Rissi – piano (11)
- Matt Siskin – dirección creativa
- Brendan Walter – dirección creativa, fotografía del álbum

## Posicionamiento en listas
| Lista (2025)                        | Mejor posición |
| ----------------------------------- | -------------- |
| Alemania (Offizielle Top 100)       | 84             |
| Bélgica (Ultratop Flandes)          | 155            |
| Bélgica (Ultratop Valonia)          | 50             |
| Canadá (Billboard Canadian Albums)  | 76             |
| Escocia (Scottish Albums Chart)     | 2              |
| Estados Unidos (Billboard 200)      | 17             |
| Estados Unidos (Independent Albums) | 3              |
| Estados Unidos (Top Dance Albums)   | 1              |
| España Vinilos (PROMUSICAE)         | 61             |
| Francia (SNEP)                      | 181            |
| Irlanda (IRMA)                      | 88             |
| Polonia (ZPAV)                      | 61             |
| Reino Unido (UK Albums Chart)       | 43             |
| Reino Unido (UK Independent Albums) | 3              |

## Historial de lanzamiento
| Región | Fecha              | Formatos                             | Versión  | Discográfica  | Ref.                 |
| ------ | ------------------ | ------------------------------------ | -------- | ------------- | -------------------- |
| Varios | 4 de julio de 2025 | CD descarga digital streaming vinilo | Estándar | Kesha Records | [ 71 ] [ 55 ] [ 72 ] |
| Varios | 8 de julio de 2025 | Descarga digital streaming           | Deluxe   | Kesha Records |                      |